# Nathan Bor
Nathan „Nat“ Bor (* 1. März 1913 in Fall River, Massachusetts; † 13. Juni 1972 in New Bedford) war ein US-amerikanischer Boxer.
Bor, der russisch-jüdischer Herkunft war, wurde als Amateurboxer 1932 US-amerikanischer Landesmeister im Leichtgewicht. Anschließend nahm er für die USA an den Olympischen Spielen 1932 in Los Angeles teil und gewann die Bronzemedaille der Leichtgewichtsklasse. Im Halbfinale unterlag er gegen den Schweden Thure Johan Ahlqvist, konnte sich dann aber im Kampf um den dritten Platz gegen den Italiener Mario Bianchini durchsetzen.
Nach den Spielen wechselte er in das Profilager und absolvierte bis 1940 48 Profikämpfe, ohne allerdings großen Erfolg zu haben.